# Phalacrichus latus
Phalacrichus latus is een keversoort uit de familie dwergpilkevers (Limnichidae). De wetenschappelijke naam van de soort werd in 1982 gepubliceerd door David P. Wooldridge.